# Polydesmida
Ordre
Les Polydesmida sont un ordre de mille-pattes de la classe des diplopodes. Ils sont parfois dénommés Mille-pattes à épaulette.
De taille moyenne (5 cm au plus), ils ont pour particularité de produire du cyanure (CHN).

## Classification
Une trentaine de familles sont connues, :
- Dalodesmidea Hoffman, 1980
  -     -       - Dalodesmidae Cook, 1896
      - Vaalogonopodidae Verhoeff, 1940
- Leptodesmidea Brölemann, 1916
  -     - Chelodesmoidea Cook, 1895
      - Chelodesmidae Cook, 1895

    - Platyrhachoidea Pocock, 1895
      - Aphelidesmidae Brölemann, 1916
      - Platyrhacidae Pocock, 1895

    - Rhachodesmoidea Carl, 1903
      - Rhachodesmidae Carl, 1903
      - Tridontomidae Loomis & Hoffman, 1962

    - Sphaeriodesmoidea Humbert & de Saussure, 1869
      - Campodesmidae Cook,1896
      - Holistophallidae Silvestri, 1909
      - Sphaeriodesmidae Humbert & de Saussure, 1869

    - Xystodesmoidea Cook, 1895
      - Eurymerodesmidae Causey, 1951
      - Euryuridae Pocock, 1909
      - Gomphodesmidae Cook, 1896
      - Oxydesmidae Cook, 1895
      - Xystodesmidae Cook, 1895
- Polydesmidea Pocock, 1887
  - Oniscodesmoides Simonsen, 1990
    - Oniscodesmoidea de Saussure, 1860
      - Dorsoporidae Loomis, 1958
      - Oniscodesmidae de Saussure, 1860

    - Pyrgodesmoidea Silvestri, 1896
      - Ammodesmidae Cook, 1896
      - Cyrtodesmidae Cook, 1896
      - Pyrgodesmidae Silvestri, 1896

  - Polydesmoides Pocock, 1887
    - Haplodesmoidea Cook, 1895
      - Haplodesmidae Cook, 1895

    - Opisotretoidea Hoffman, 1980
      - Opisotretidae Hoffman, 1980

    - Polydesmoidea Leach, 1815
      - Cryptodesmidae Karsch, 1880
      - Polydesmidae Leach, 1815

    - Trichpolydesmoidea Verhoeff, 1910
      - Fuhrmannodesmidae Brölemann, 1916
      - Macrosternodesmidae Brölemann, 1916
      - Nearctodesmidae Chamberlin & Hoffman, 1950
      - Trichopolydesmidae Verhoeff, 1910
- Strongylosomatidea Brölemann, 1916
  -     -       - Paradoxosomatidae Daday, 1899